# 劉弼 (弘治癸丑進士)
劉弼（1458年—？），字直之，河南彰德府安陽縣人，軍籍，明朝政治人物。

## 生平
河南鄉試第三十八名舉人。弘治六年（1493年）中式癸丑科會試第二百九十六名，二甲第八十名進士。

## 家族
曾祖劉銓，贈右副都御史；祖父劉朗，贈右副都御史；父劉潺，右副都御史致仕。母李氏（封淑人）具庆下。兄劉輔（贡士）。